# Піщанська волость (Балтський повіт)
Піщанська волость — історична адміністративно-територіальна одиниця Балтського повіту Подільської губернії.
Заснована 1846 року, ліквідована 1917 року.
Станом на 1885 рік складалася з 11 поселень, 11 сільських громад. Населення — 13754 осіб (6778 чоловічої статі та 6976 — жіночої), 2384 дворових господарств.
|                     | Площа, десятин | У тому числі орної, дес. |
| ------------------- | -------------- | ------------------------ |
| Сільських громад    | 23459          | 17537                    |
| Приватної власності | 4930           | 4173                     |
| Казенної власності  | 3231           | 102                      |
| Іншої власності     | 510            | 332                      |
| Загалом             | 32130          | 22144                    |

Населені пункти, що входили до волості:
- м-ко Піщана — містечко, колишнє військове поселення, при р. Савранка, дворів 511, мешканців 2698; волосне правління (відстань до повітового міста 20 верст), церква православна, єврейський молитовний будинок, школа, 7 постоялих дворів, 13 постоялих будинків, 19 лавок, базар;
- с. Бандурове — село, колишнє військове поселення, при р. Яланець, дворів 548, мешканців 2741; церква православна, школа, 2 постоялих будинків, 2 лавки;
- с. Гербине — село, колишнє військове поселення, дворів 125, мешканців 650; церква православна, постоялий будинок;
- с. Казавчин — село, колишнє військове поселення, при р. Бог, дворів 225, мешканців 1350; церква православна, школа, постоялий будинок, лавка, водяний млин;
  - Юзефполь (Юзефпіль Буговий) прис. при с. Казавчин[2][3]
- с. Крижовлин — село колишнє власницьке, при р. Саражинка, дворів 80, мешканців 780; церква православна, постоялий будинок;
- с. Ляхове — село колишнє державне, дворів 124, мешканців 622; церква православна, постоялий будинок;
- с. Новополь  — село колишнє державне, дворів 97, мешканців 481; церква православна, постоялий будинок, вітряний млин;
  - с. Кучіївка[4][5];
- с. Пужайкове — село, колишнє військове поселення, при р. Савранка, дворів 451, мешканців 2304; церква православна, школа, постоялий будинок;
- с. Шляхове — село колишнє власницьке, дворів 98, мешканців 855; церква православна, постоялих двір, 2 постоялих будинки.

На 1921 рік існувала також Бандурівська волость.